# 海老江駅
海老江駅（えびええき）は、大阪府大阪市福島区海老江五丁目にある、西日本旅客鉄道（JR西日本）JR東西線の駅である。駅番号はJR-H46。駅シンボルは、当駅周辺が藤の名所であったことにちなみ、「野田藤」である。駅カラーはベージュである。

## 接続する鉄道路線
以下の駅と近接している。
- 阪神電気鉄道
  - 本線 野田駅（駅番号：HS 03）
- 大阪市高速電気軌道（Osaka Metro）
  -  千日前線 野田阪神駅（駅番号：S11）

## 歴史
計画時の仮称は「野田阪神駅」となっており、他社の名称が駅名に含まれる可能性があった。また、海老江にしたのは大阪環状線の野田駅と区別する意味合いを持つ。

### 年表
- 1996年（平成8年）5月16日：駅名を「海老江駅」に決定。仮駅名は「野田阪神駅」であった。
- 1997年（平成9年）3月8日：JR東西線の尼崎駅 - 京橋駅間の全線開通と同時に開業[2]。Jスルーが導入される[2]。
- 2003年（平成15年）11月1日：ICカード「ICOCA」の利用が可能となる[5]。
- 2011年（平成23年）3月8日：JR宝塚・JR東西・学研都市線運行管理システム導入。接近メロディ導入。
- 2016年（平成28年）
  - 6月27日：この日をもってみどりの窓口の営業を終了。
  - 6月28日：みどりの券売機プラスの利用を開始。
- 2018年（平成30年）3月17日：駅ナンバリングが導入される。
- 2020年（令和2年）12月1日：株式会社JR西日本交通サービスによる業務委託駅となる。

## 駅構造
島式ホーム1面2線を持つ地下駅。改札口は1ヶ所のみ。トイレは改札内。改札外の北新地寄りにある連絡通路から、地下鉄千日前線野田阪神駅へ繋がっている。また、地上への出入口は野田阪神北交差点付近（1号出口）と野田水道局前交差点付近（2号出口）に1ヶ所ずつで、阪神電車への乗換は前者の方が便利である。1992年4月3日、付近の建設現場で地下水が遮水壁を破って浸水し道路を陥没させる事故が発生し、民家34戸に被害が出た。これが原因でJR東西線の開通は当初より2年遅れることになった。また駅の地上に繋がる各出入り口付近には淀川の氾濫を想定して重厚な水防壁が設けられている。
JR西日本交通サービスによる業務委託駅（京橋駅の被管理駅）かつICOCA利用可能駅（相互利用可能ICカードはICOCAの項を参照）。

### のりば
| のりば | 路線     | 方向 | 行先                     |
| ------ | -------- | ---- | ------------------------ |
| 1      | JR東西線 | 下り | 尼崎・宝塚・三ノ宮方面   |
| 2      | JR東西線 | 上り | 北新地・京橋・四条畷方面 |

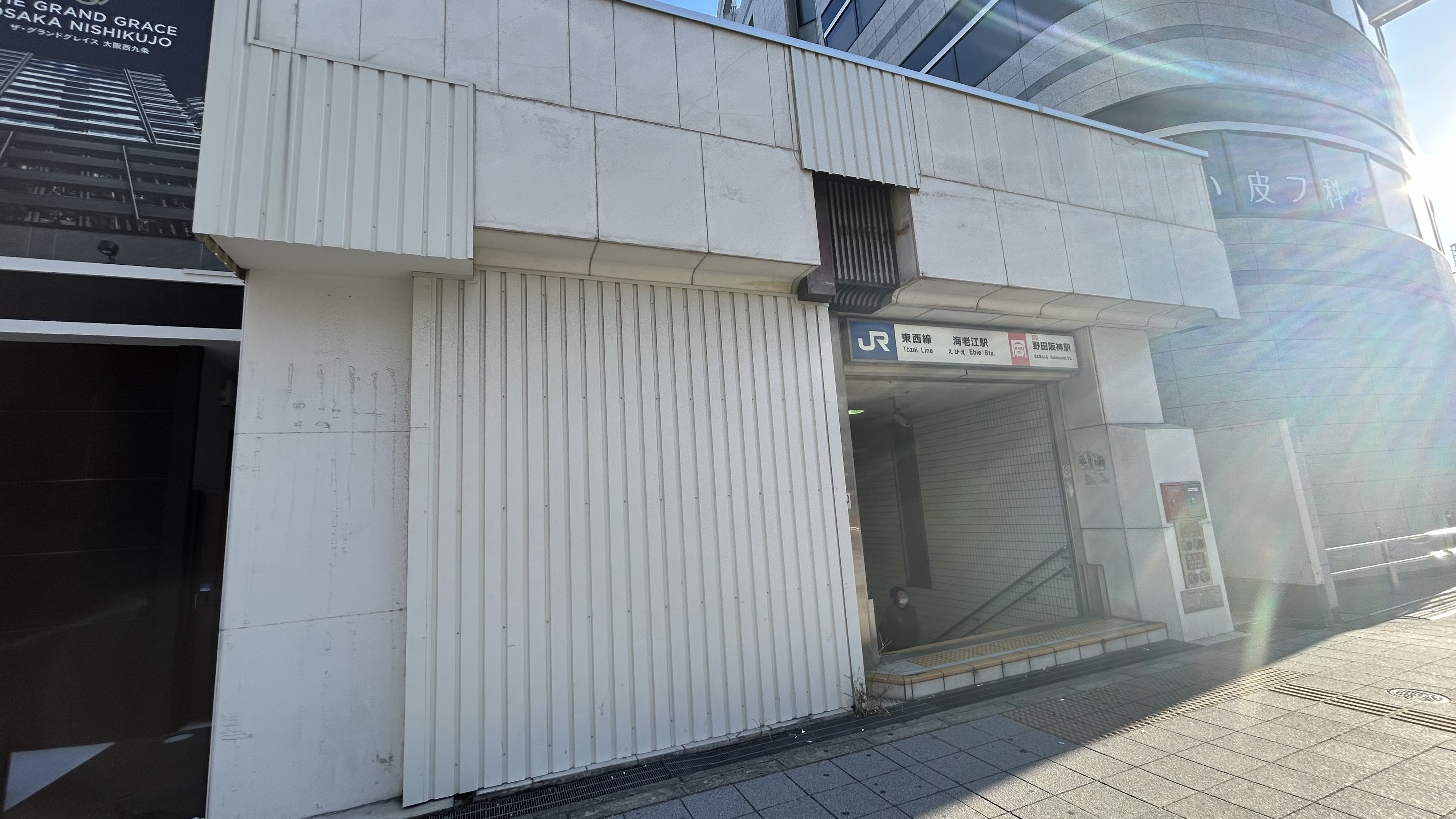
1号出口
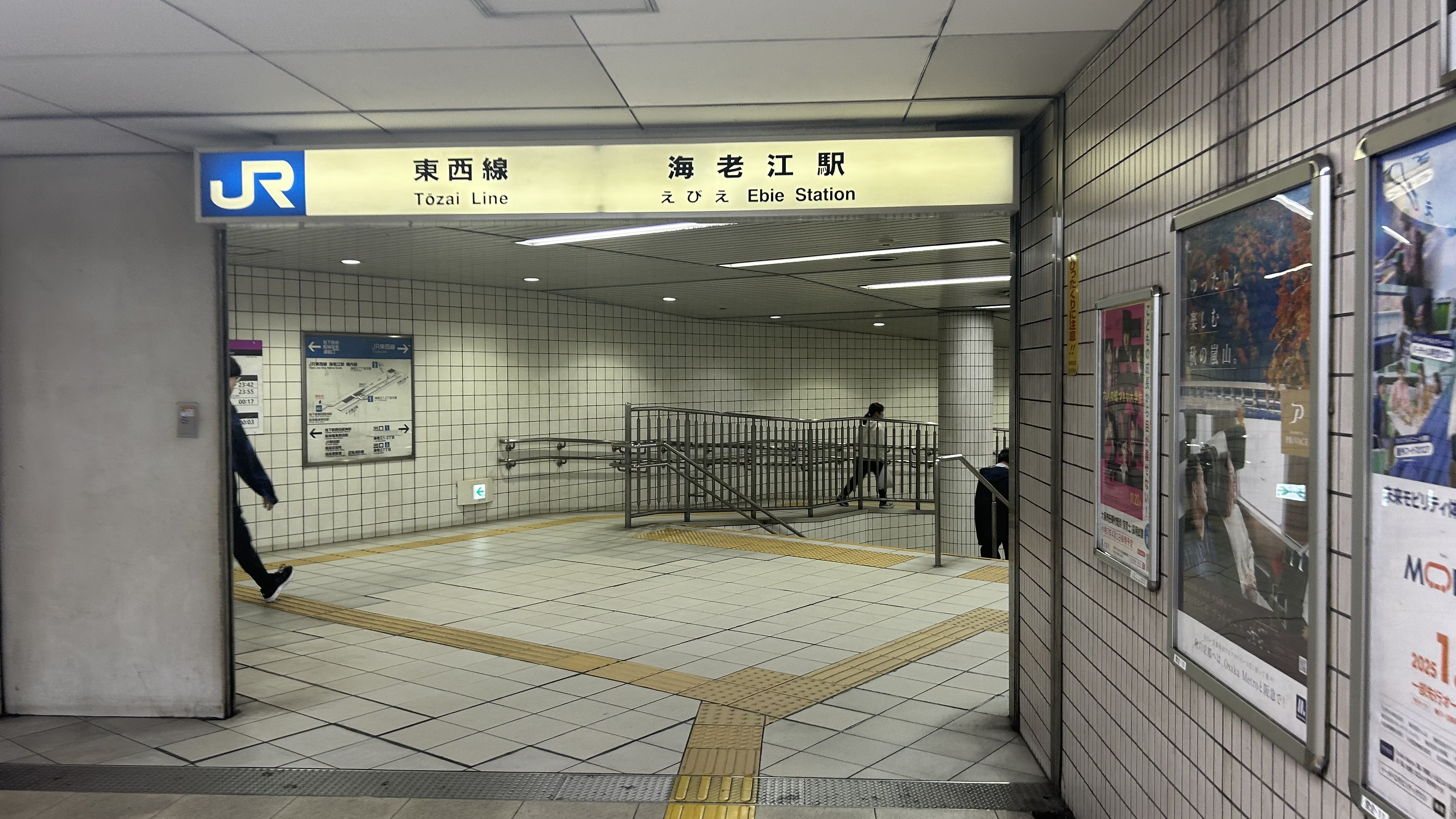
地下鉄千日前線野田阪神駅との連絡口
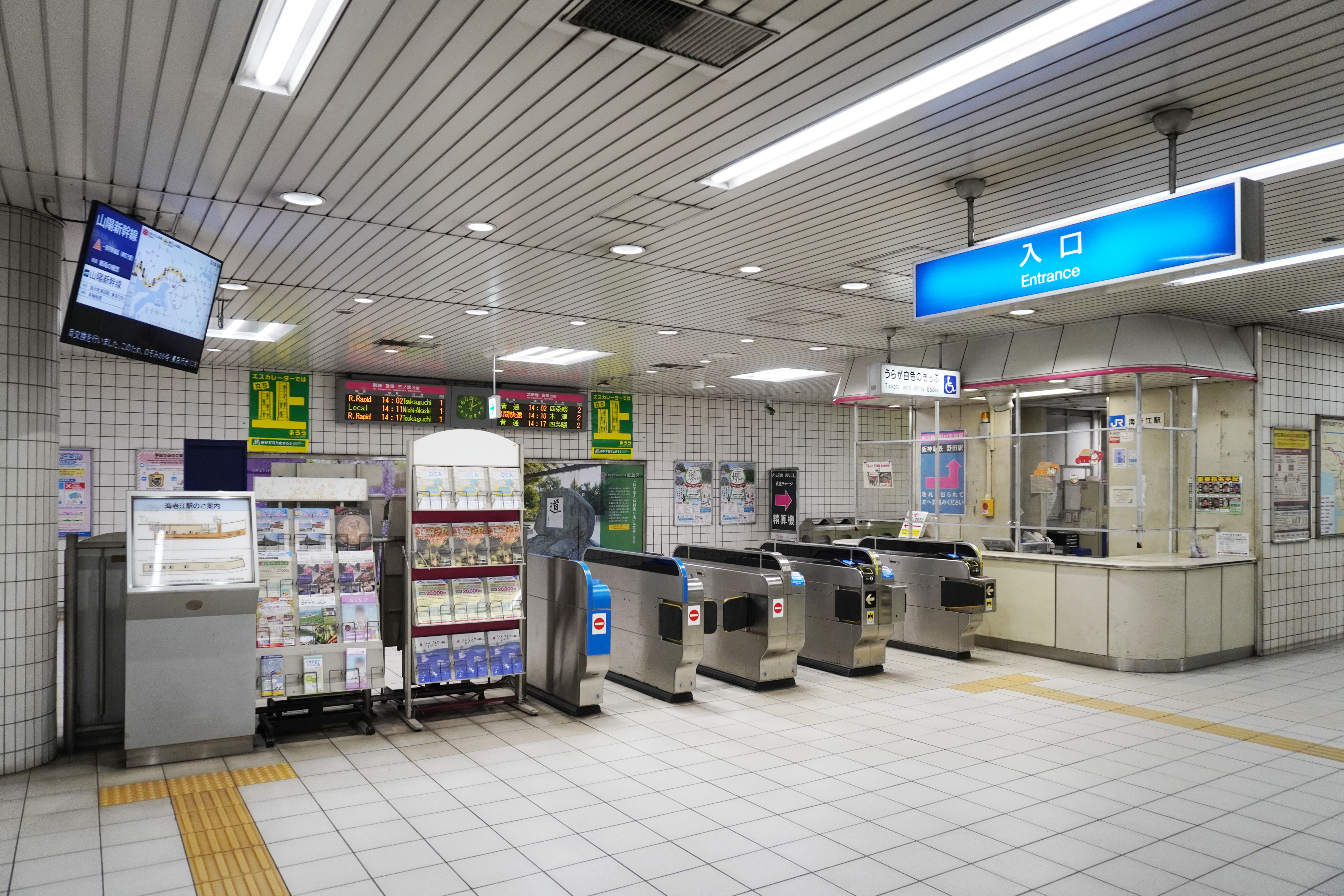
改札口（2023年2月）
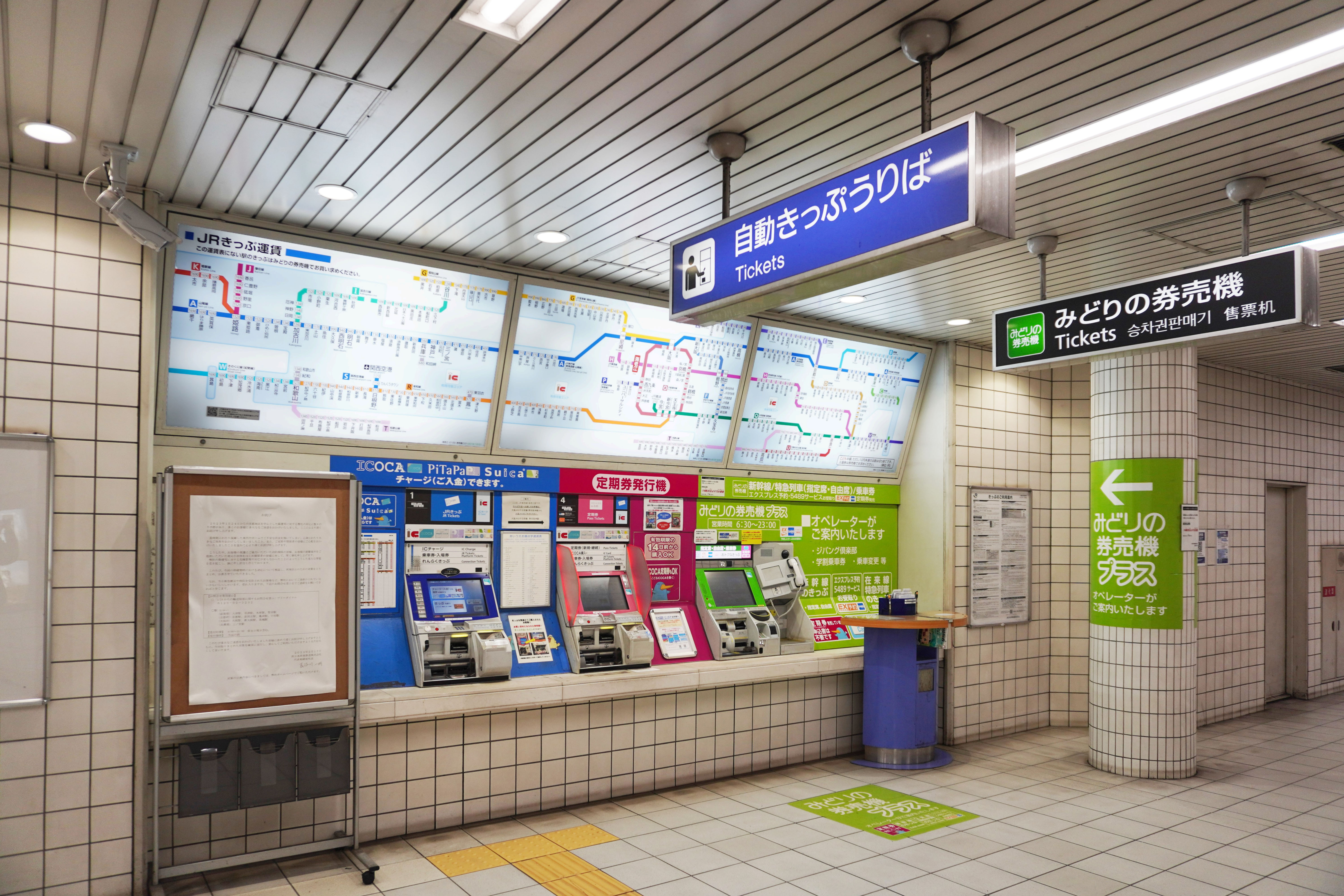
切符売り場（2023年2月）
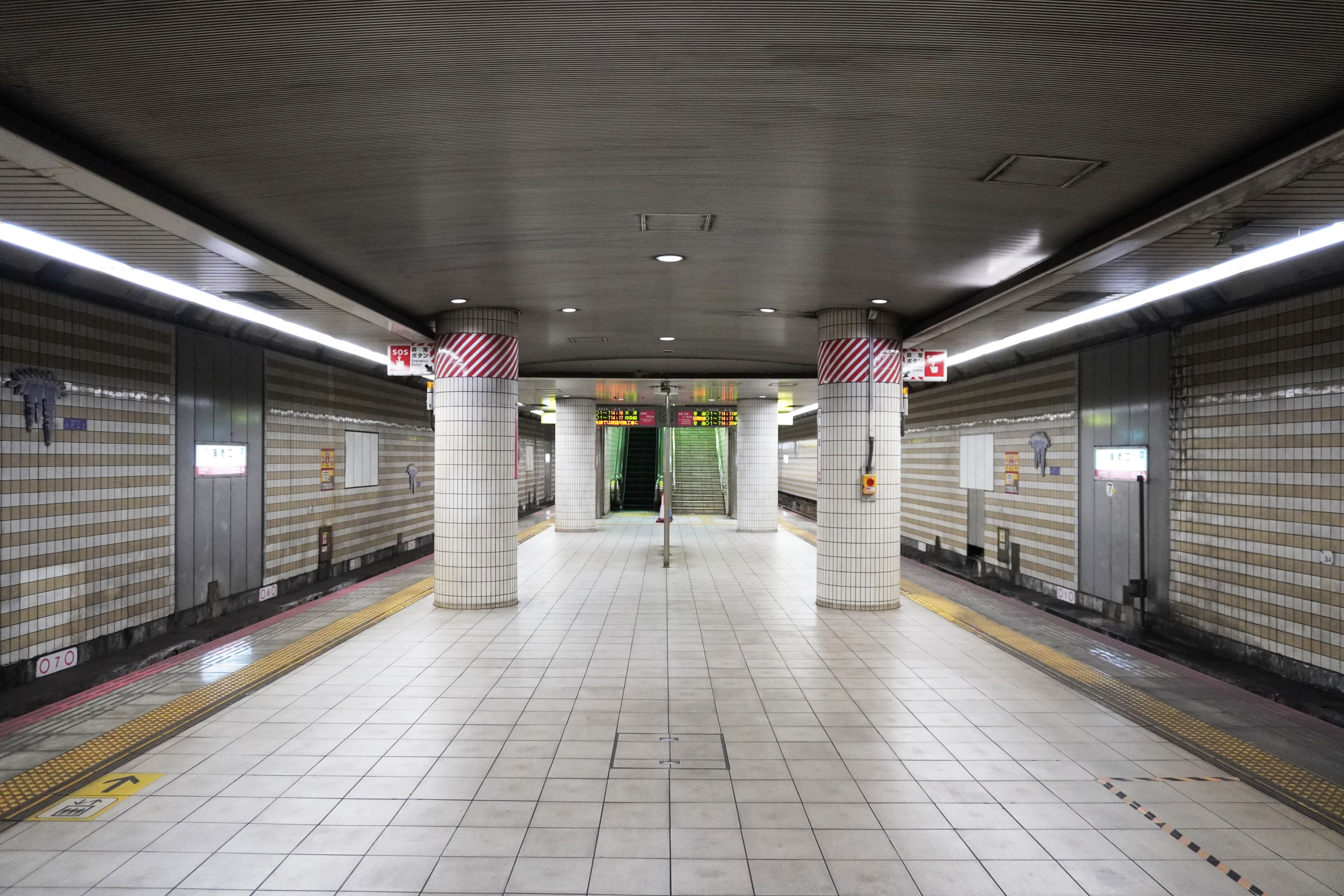
ホーム（2023年2月）
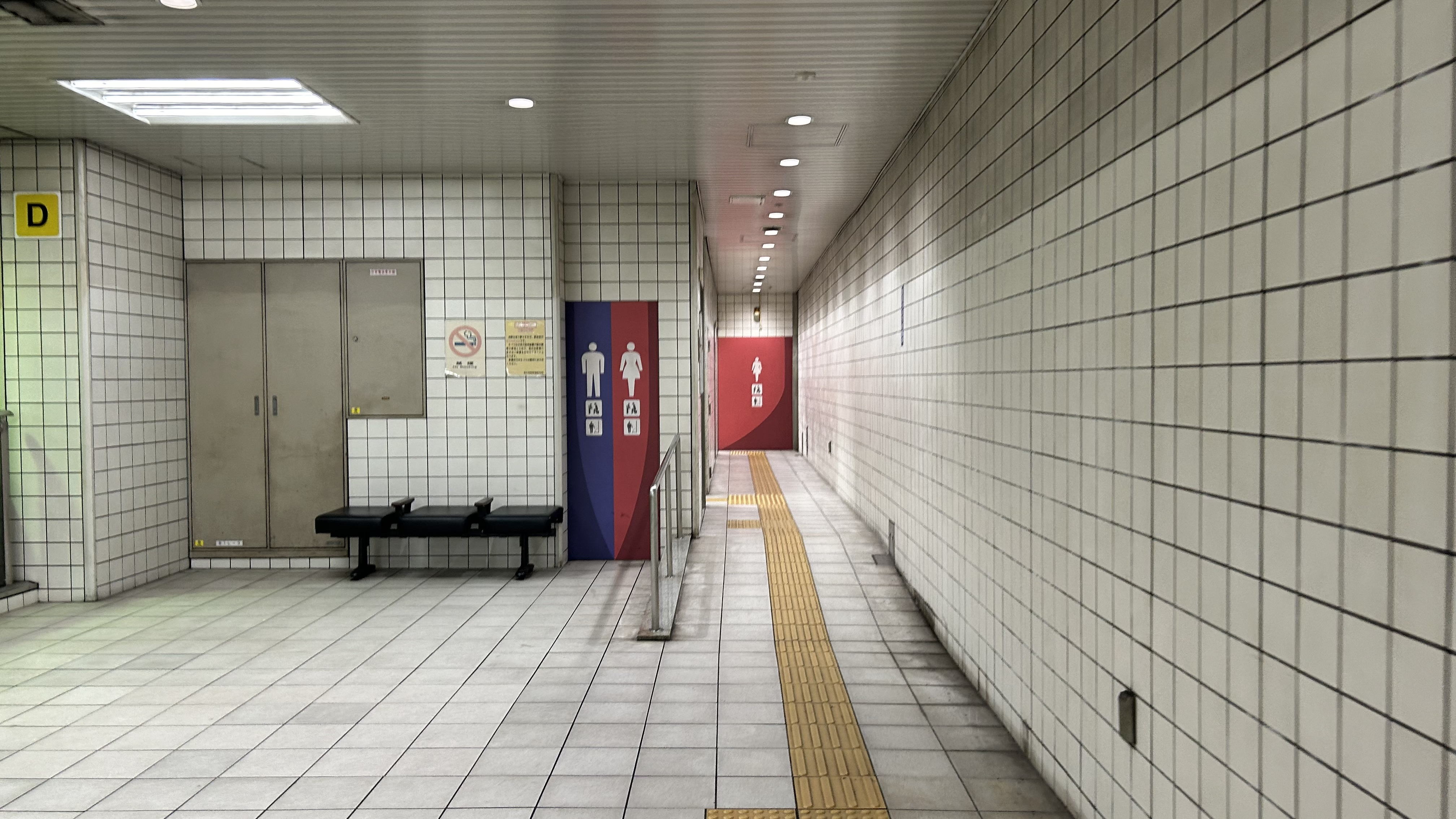
トイレ
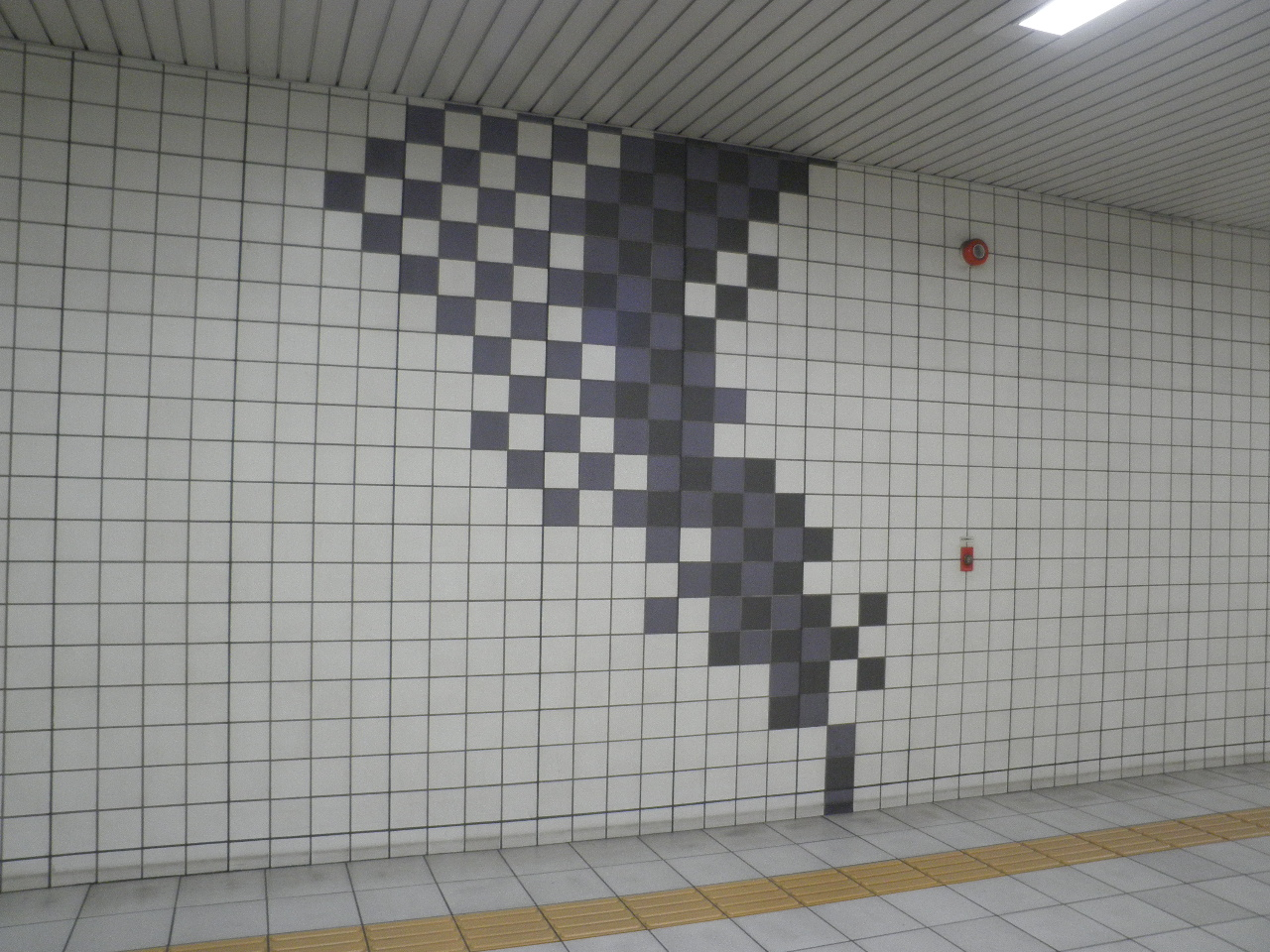
コンコースにある野田藤のタイル壁画（2015年7月）

## 利用状況
2023年（令和5年）度の1日平均乗車人員は11,701人である。
開業後各年度の1日平均乗車人員は下表の通り。
| 年度               | 1日平均 乗車人員 | 増減率 | 定期利用状況 | 定期利用状況 | 出典          |
| 年度               | 1日平均 乗車人員 | 増減率 | 1日平均      | 定期率       | 出典          |
| ------------------ | ---------------- | ------ | ------------ | ------------ | ------------- |
| 1997年（平成09年） | 6,731            |        | 4,059        | 60.3%        | [ 大阪府 1 ]  |
| 1998年（平成10年） | 7,904            | 17.4%  | 4,976        | 63.0%        | [ 大阪府 2 ]  |
| 1999年（平成11年） | 8,553            | 8.2%   | 5,493        | 64.2%        | [ 大阪府 3 ]  |
| 2000年（平成12年） | 8,833            | 3.3%   | 5,640        | 63.9%        | [ 大阪府 4 ]  |
| 2001年（平成13年） | 9,070            | 2.7%   | 5,856        | 64.6%        | [ 大阪府 5 ]  |
| 2002年（平成14年） | 9,174            | 1.1%   | 5,957        | 64.9%        | [ 大阪府 6 ]  |
| 2003年（平成15年） | 9,474            | 3.3%   | 6,235        | 65.8%        | [ 大阪府 7 ]  |
| 2004年（平成16年） | 9,706            | 2.4%   | 6,489        | 66.9%        | [ 大阪府 8 ]  |
| 2005年（平成17年） | 9,833            | 1.3%   | 6,657        | 67.7%        | [ 大阪府 9 ]  |
| 2006年（平成18年） | 10,230           | 4.0%   | 6,912        | 67.6%        | [ 大阪府 10 ] |
| 2007年（平成19年） | 10,451           | 2.2%   | 7,069        | 67.6%        | [ 大阪府 11 ] |
| 2008年（平成20年） | 10,666           | 2.1%   | 7,239        | 67.9%        | [ 大阪府 12 ] |
| 2009年（平成21年） | 10,595           | -0.7%  | 7,239        | 68.3%        | [ 大阪府 13 ] |
| 2010年（平成22年） | 10,837           | 2.3%   | 7,416        | 68.4%        | [ 大阪府 14 ] |
| 2011年（平成23年） | 10,999           | 1.5%   | 7,580        | 68.9%        | [ 大阪府 15 ] |
| 2012年（平成24年） | 11,083           | 0.8%   | 7,610        | 68.7%        | [ 大阪府 16 ] |
| 2013年（平成25年） | 11,073           | -0.1%  | 7,688        | 69.4%        | [ 大阪府 17 ] |
| 2014年（平成26年） | 10,930           | -1.3%  | 7,681        | 70.3%        | [ 大阪府 18 ] |
| 2015年（平成27年） | 11,035           | 1.0%   | 7,683        | 69.6%        | [ 大阪府 19 ] |
| 2016年（平成28年） | 11,071           | 0.3%   | 7,689        | 69.5%        | [ 大阪府 20 ] |
| 2017年（平成29年） | 11,411           | 3.1%   | 7,885        | 69.1%        | [ 大阪府 21 ] |
| 2018年（平成30年） | 11,562           | 1.3%   | 7,939        | 68.7%        | [ 大阪府 22 ] |
| 2019年（令和元年） | 11,960           | 3.4%   | 8,162        | 68.2%        | [ 大阪府 23 ] |
| 2020年（令和02年） | 10,159           | -15.1% | 7,229        | 71.2%        | [ 大阪府 24 ] |
| 2021年（令和03年） | 10,406           | 2.4%   | 7,237        | 69.5%        | [ 大阪府 25 ] |
| 2022年（令和04年） | 11,136           | 7.0%   | 7,495        | 67.3%        | [ 大阪府 26 ] |
| 2023年（令和05年） | 11,701           | 5.1%   | 7,753        | 66.3%        | [ 大阪府 27 ] |

## 駅周辺
- 阪神電気鉄道本社
- WISTE（イオンスタイル野田阪神店）
- そよら海老江（イオンスタイル海老江）
- ヤマダデンキテックランド大阪野田店
- 三井住友銀行西野田支店・四貫島支店・歌島橋支店（旧住友銀行）
  - ※2021年8月23日より、四貫島支店が移転し共同店舗となる。
  - ※2021年11月22日より、歌島橋支店が移転し共同店舗となる。
- ナリス化粧品本社
- 孔官堂本社
- えびえ記念病院（旧 松本病院）
- 大阪市立海老江西小学校

### バス路線
- 野田駅 (阪神)#バス路線（野田阪神前停留所）を参照

## その他
- 「海老江」を名乗る駅としては、1975年に廃止された阪神北大阪線に先に存在した。ただし、こちらの方は阪神野田駅から北に延びる道路上にあったため、場所は若干異なる。同じ阪神の軌道線でいえば、国道線の中海老江駅の方が当駅に近い。
- 1980年に廃止された富山地方鉄道射水線にも海老江駅があった。こちらは1929年開業ということで、阪神北大阪線より後にはなるが、軌道を除いた鉄道では、こちらが一番古い海老江駅となる。現在もプラットホームの一部が残っている。

## 隣の駅
西日本旅客鉄道（JR西日本）
 JR東西線
■快速・■区間快速・■普通（全てJR東西線内各駅停車）
新福島駅 (JR-H45) - 海老江駅 (JR-H46) - 御幣島駅 (JR-H47)

### 記事本文

### 利用状況
1. ↑  大阪府統計年鑑 - 大阪府
2. ↑  大阪市統計書 - 大阪市

#### 大阪府統計年鑑
1. ↑  大阪府統計年鑑（平成10年） (PDF)
2. ↑  大阪府統計年鑑（平成11年） (PDF)
3. ↑  大阪府統計年鑑（平成12年） (PDF)
4. ↑  大阪府統計年鑑（平成13年） (PDF)
5. ↑  大阪府統計年鑑（平成14年） (PDF)
6. ↑  大阪府統計年鑑（平成15年） (PDF)
7. ↑  大阪府統計年鑑（平成16年） (PDF)
8. ↑  大阪府統計年鑑（平成17年） (PDF)
9. ↑  大阪府統計年鑑（平成18年） (PDF)
10. ↑  大阪府統計年鑑（平成19年） (PDF)
11. ↑  大阪府統計年鑑（平成20年） (PDF)
12. ↑  大阪府統計年鑑（平成21年） (PDF)
13. ↑  大阪府統計年鑑（平成22年） (PDF)
14. ↑  大阪府統計年鑑（平成23年） (PDF)
15. ↑  大阪府統計年鑑（平成24年） (PDF)
16. ↑  大阪府統計年鑑（平成25年） (PDF)
17. ↑  大阪府統計年鑑（平成26年） (PDF)
18. ↑  大阪府統計年鑑（平成27年） (PDF)
19. ↑  大阪府統計年鑑（平成28年） (PDF)
20. ↑  大阪府統計年鑑（平成29年） (PDF)
21. ↑  大阪府統計年鑑（平成30年） (PDF)
22. ↑  大阪府統計年鑑（令和元年） (PDF)
23. ↑  大阪府統計年鑑（令和2年） (PDF)
24. ↑  大阪府統計年鑑（令和3年） (PDF)
25. ↑  大阪府統計年鑑（令和4年） (PDF)
26. ↑  大阪府統計年鑑（令和5年） (PDF)
27. ↑  大阪府統計年鑑（令和6年） (PDF)